# Sarah Knauss
Sarah DeRemer Knauss, nata Clark (Hollywood, 24 settembre 1880 – Allentown, 30 dicembre 1999), è stata una supercentenaria statunitense, vissuta 119 anni e 97 giorni.
Ha detenuto il titolo di Decana degli Stati Uniti d'America dal 21 marzo 1993 e di Decana dell'umanità dal 16 aprile 1998 fino alla sua morte.
È la terza persona più longeva della storia dietro alla francese Jeanne Calment (1875-1997) e alla giapponese Kane Tanaka (1903-2022).
È una delle 12 persone nella storia dell'umanità ad aver compiuto 117 anni, una delle 4 ad averne compiuti 118, insieme a Jeanne Calment, Kane Tanaka e Lucile Randon (1904-2023) e una delle 3 ad averne compiuti 119, insieme alle prime due.

## Biografia
Sarah Knauss nacque il 24 settembre 1880 da Walter (1849-1934) e Amelia Clark (1857-1926) a Hollywood, un piccolo villaggio della Pennsylvania, ebbe 4 fratelli: Albert (1876 e morto molto piccolo), Charles (1878-1956), Earl (1889-1918) ed Emily (1893-1980). 
Nel 1901 sposò Abraham Lincoln Knauss, di professione conciatore, il quale si dedicò particolarmente alla politica locale tra il 1937 e il 1951, anno in cui smise di lavorare. 
La coppia ebbe una sola figlia, Kathryn, nata il 17 novembre 1903. Il marito, nato il 17 novembre 1878, morì ottantaseienne il 1º marzo 1965. Il 7 settembre 1925 nasce il suo unico nipote Robert James K.Butz (1925-2010), che avrà discendenza.
All'età di 116 anni e 88 giorni diviene la donna più longeva di sempre degli Stati Uniti d'America, superando il precedente primato detenuto dalla ritenuta 116enne Carrie C. White (1888–1991), la cui età si scoprì essere falsata. In realtà nella classifica non era stata dapprima inserita Lucy Hannah (anch'essa screditata nel dicembre 2020), la quale si riteneva avesse vissuto 117 anni e 248 giorni. 
In ogni caso la Knauss la superò nel 1997, divenendo a tutti gli effetti la cittadina a stelle e strisce più longeva di sempre (nel 2023 il precedente primato nazionale è stato riassegnato a Delphia Welford, nata nel 1875 e morta nel 1992, che fu la prima persona statunitense a raggiungere l'età di 117 anni). Il 16 aprile 1998, in seguito alla morte della canadese Marie-Louise Meilleur, divenne Decana dell'umanità. Detenne il primato per circa 32 mesi, nei quali risultò essere il secondo essere umano di sempre a compiere con certezza i 118 (nel 1998) e i 119 (nel 1999) anni d'età.
Dopo aver trascorso gli ultimi 9 anni di vita in una casa di 
riposo di Allentown in Pennsylvania, morì per cause naturali, seduta sulla sua sedia, il pomeriggio del 30 dicembre 1999 alle ore 16:00, all'età di 119 anni e 97 giorni, 33 ore prima dell'anno 2000. Alcuni dei suoi organi sono stati lasciati in eredità al New England Centenarian Study, che ha eseguito un'autopsia.
Alla sua morte le resistettero sei generazioni in famiglia ed il senatore Charlie Dent, invitato al 115º compleanno in qualità di primo cittadino di Allentown, disse di lei: "La signora Knauss è stata una persona straordinaria che ha spinto in maniera estrema i limiti della longevità. Questo è un giorno triste". 
Con la scomparsa di Sarah Knauss, ereditò il titolo di decana dell'umanità Eva Morris (1885-2000). Alla sua morte sua figlia aveva 96 anni (all'epoca riconosciuta come figlia più anziana con genitore vivente) e suo nipote 74. Kathryn è morta il 21 gennaio 2005 a 101 anni di età e Robert a 84 anni, nel 2010.
Per quasi 24 anni ha detenuto il titolo di seconda persona più longeva della storia fino a quando la sua età è stata superata dalla giapponese Kane Tanaka il 10 aprile 2022. Quest'ultima morirà solamente nove giorni dopo, il 19 aprile 2022. Sempre per quasi 24 anni ha detenuto inoltre il record di persona più longeva ad aver ereditato il primato di longevità umana, all'età di 117 anni e 204 giorni, fino a quando il 19 aprile 2022 il suo record è stato superato dalla francese Lucile Randon,  divenuta Decana dell'umanità all'età di 118 anni e 67 giorni.

## Verifica dell'età
La verifica dell'età della Knauss fu svolta dal gerontologo e ricercatore Robert Young, il quale, analizzando un vasto numero di documenti, giunse alla conclusione che Sarah Knauss morì a 119 anni e 97 giorni.
Nello specifico, Young rintracciò il Censimento Nazionale statunitense del 1900, che indicava la Knauss (all'epoca non maritata, e dunque riportata come Sarah D. Clark) come 19enne, nata nel settembre del 1880. Inoltre, il suo certificato di matrimonio, risalente al 28 agosto 1901, la definisce "21enne", anticipando il suo compleanno di circa un mese. 
Nel Censimento del 1910 risulta avere 29 anni, ed in quello del 1930 49; in quest'ultimo viene anche riportata la sua data di matrimonio. Questa serie di documenti pubblici conferma dunque la tesi secondo la quale la Knauss avesse effettivamente l'età dichiarata.
Ulteriori scoperte vennero fatte a seguito del rintracciamento di un documento statale del Censimento Nazionale del 1890 (pubblico online da almeno il 2008); tale censimento includeva l'intera famiglia Clark, tra i quali figurava anche "Sarah D.", all'epoca di 9 anni, ma indicata decenne perché a pochi mesi di distanza dal proprio compleanno.
Il Censimento Nazionale del 1890 riferito alla contea di residenza della Knauss fu totalmente distrutto da un incendio nel 1921, ma ne sopravvisse una trascrizione, risalente all'anno successivo.
Nello specifico la trascrizione del censimento del giugno 1890 includeva: Walter Clark, 41 anni (indicato come "carpentiere"), sua moglie Amelia, 33 anni, il loro figlio Charles H. Clark, 12 anni, la loro figlia Sarah D. Clark (futura Knauss), 10 anni, e, in ultimo, Foster E. Clark, figlio più piccolo, di appena un anno. Anche questa ulteriore documentazione sostiene la tesi della nascita nel settembre 1880.